# Skønheden og udyret (film fra 2017)
 For alternative betydninger, se Skønheden og udyret (flertydig). (Se også artikler, som begynder med Skønheden og udyret)
Skønheden og udyret er en amerikansk romantisk fantasyfilm fra 2017. Filmen er instrueret af Bill Condon, skrevet af Stephen Chbosky, og har Emma Watson, Dan Stevens, Luke Evans, Ewan McGregor, Ian McKellen, Emma Thompson, Kevin Kline, Josh Gad, Audra McDonald, Gugu Mbatha-Raw og Stanley Tucci i hovedrollerne.
Filmen fik premiere i de danske biografier den 16. marts samme år. Grundet et såkaldt homo-øjeblik blev premieren i Malaysia udskudt, aldersgrænsen sat til 16 år i Rusland, og en biograf i delstaten Alabama i USA har valgt ikke at vise den.

## Medvirkende

### Engelske stemmer
- Emma Watson som Belle
- Dan Stevens som Udyret / Prins Adam
- Luke Evans som Gaston
- Ewan McGregor som Lymiere
- Ian McKellen som Kloksworth
- Emma Thompson som Fru Potts
- Kevin Kline som Maurice
- Josh Gad som LeFou
- Audra McDonald som Garderobe
- Gugu Mbatha-Raw som Plumette
- Stanley Tucci som Cadenza
- Henry Garrett som Kongen
- Harriet Jones som Dronningen
- Adrian Schiller som Monsieur D'Arque
- Hattie Morahan som Agathe
- Nathan Mack som Chip
- Rudi Goodman som den unge Prins

### Danske stemmer
- Annevig Schelde Ebbe som Belle
- Tomas Ambt Kofod som Udyret / Prins Adam
- Kenneth M. Christensen som Gaston
- Lars Knutzon som Maurice
- Laus Høybye som LeFou
- Caspar Phillipson som Lymiere
- Donald Andersen som Cadenza
- Susanne Elmark som Mme. de Garderobe
- Katrine Falkenberg som Plumette
- Vibeke Hastrup som Agathe
- Lucas Lomholt Eriksen som Chip
- Nis Bank-Mikkelsen som Kloksworth
- Birgitte Raaberg som Fru Potts
- Lasse Lunderskov som Hr Pottes